# 建平乡
建平乡，是中华人民共和国吉林省白城市镇赉县下辖的一个乡镇级行政单位。

## 行政区划
建平乡下辖以下地区：
平堡村、金山卜村、后六家子村、莲泡村、长发村、英华村、民治村、大岗村、双庙村、三合村、民生村、民主村、平安村和康平村。